# Parerigone tianmushana
Parerigone tianmushana là một loài ruồi trong họ Tachinidae.